# Nezávislí
Nezávislí (registrováno jako NEZÁVISLÍ; zkratka NEZ) je české středové až středopravicové politické hnutí sdružující nestraníky. Vzniklo v roce 1994 jako Sdružení pražských nezávislých, k přejmenování došlo o rok později. Na kandidátkách strany kandidovali kromě nestraníků i členové malých stran, např. Romské občanské iniciativy. V historii hnutí spolupracovalo například s Pravým blokem či Českou stranou národně sociální. Nezávislí mají pozice na lokální, případně krajské úrovni, do Poslanecké sněmovny PČR se jim prorazit nepodařilo.
Po volbách v roce 2022 má hnutí starostu např. v ostravském městském obvodu Mariánské Hory a Hulváky (Patrik Hujdus). Od voleb v roce 2022 je senátorkou za hnutí NEZÁVISLÍ Jana Zwyrtek Hamplová.

## Vedení hnutí

#### Sněm v roce 2025
Sněm se konal 14. dubna 2025 v Těrlicku. Patrik Hujdus na něm obhájil svůj post předsedy hnutí a na pozici 1. místopředsedy vystřídal dosavadního Martina Poláška Petr Drozdík.

#### Sněm v roce 2022
Sněm se konal 9. dubna 2022 v Orlové. Patrik Hujdus na něm obhájil svůj post předsedy hnutí, stejně tak jako 1. místopředseda Martin Polášek. Na pozici 2. místopředsedy vystřídal Lianu Janáčkovou Petr Drozdík.

## Volební výsledky

### Poslanecká sněmovna PČR
Hnutí se do Poslanecké sněmovny během své existence dostat nepodařilo.
| Volby | Počet hlasů     | %    | Počet mandátů |
| ----- | --------------- | ---- | ------------- |
| 1996  | 30 125          | 0,50 | 0             |
| 1998  | 51 981          | 0,87 | 0             |
| 2002  | viz Cesta změny |      |               |
| 2006  | 33 030          | 0,61 | 0             |

Po volbách do Poslanecké sněmovny PČR v roce 2006 hnutí napadlo platnost voleb.
Po volbách v roce 2006 se hnutí dalších voleb do Poslanecké sněmovny již nezúčastnilo.

### Senát PČR
Ve volbách do Senátu PČR v roce 2004 získalo hnutí svou senátorku, kterou se stala Liana Janáčková. Ta v Senátu působila jako místopředsedkyně Výboru pro vzdělávání, vědu, kulturu, lidská práva a petice, Stálé komise Senátu pro sdělovací prostředky, byla též místopředsedkyní Volební komise. Senátorkou byla do roku 2010.
Ve volbách do Senátu PČR v roce 2022 byla v senátním obvodu č. 76 – Kroměříž zvolena senátorkou Jana Zwyrtek Hamplová, která kandidovala jako nestranička za NEZ.
Ve volbách do Senátu PČR v roce 2024 kandiduje za hnutí Jana Juřenčáková v obvodu č. 80 – Zlín.

### Zastupitelstva krajů
Ve volbách v roce 2012 hnutí získalo 5 mandátů (5,72 % hlasů) v Moravskoslezském kraji.
Ve volbách v letech 2016 a 2020 hnutí nezískalo žádný mandát.
Ve volbách v roce 2024 hnutí samostatně kandiduje do Zastupitelstva Jihočeského kraje a v koalici se Svobodnými a Soukromníky kandiduje do Zastupitelstva Zlínského kraje.

### Zastupitelstva obcí

#### Rok 2018
Ve volbách v roce 2018 hnutí obhajovalo 234 mandátů. Strana získala 552 746 hlasů a 213 mandátů. V jednotlivých městech si hnutí vedlo následovně:

##### Ostrava
V roce 2014 v městském obvodu Mariánské hory a Hulváky hnutí volby vyhrálo (získalo 6 mandátů) a Liana Janáčková byla na začátku listopadu 2014 zvolena starostkou.
V roce 2018 v městském obvodu Mariánské hory a Hulváky hnutí získalo 4 mandáty, starostou byl zvolen Patrik Hujdus.

##### Orlová
V roce 2018 hnutí v koalici s hnutím Změna pro lidi získalo 6 mandátů (16,96 % hlasů) a starostou se stal Miroslav Chlubna.

##### Kroměříž
V roce 2018 hnutí získalo 6 mandátů (19,67 % hlasů) a mělo tak dva radní a starostu, kterým byl zvolen Jaroslav Němec. Od roku 2022 je však v opozici.

#### Rok 2022
Ve volbách v roce 2022 hnutí získalo celkem 233 mandátů.

### Evropský parlament
Ve volbách v roce 2004 hnutí obdrželo 8,18 % hlasů a získalo 2 mandáty (posléze Jana Bobošíková založila Politiku 21 a Vladimír Železný Nezávislé demokraty).
Ve volbách v roce 2009 hnutí získalo 0,54 % hlasů, a nezískalo tak žádný mandát.
Ve volbách v roce 2019 hnutí kandidovalo v koalici se Soukromníky. Společně obdrželi 0,36 % hlasů, a nezískali tak žádný mandát.

### Prezident ČR
V prezidentských volbách v roce 2023 hnutí podporovalo zvoleného prezidenta Petra Pavla.